# تغرغيست (أكنضيض)
تغرغيست هو دُوَّار يقع بجماعة إجوكاك، إقليم الحوز، جهة مراكش آسفي في المملكة المغربية. ينتمي الدوّار لمشيخة أكنضيض التي تضم 19 دوار. يقدر عدد سكانه بـ 214 نسمة حسب الإحصاء الرسمي للسكان والسكنى لسنة 2004.

## روابط خارجية
- البوابة الوطنية للجماعات الترابية نسخة محفوظة 12 مارس 2018 على موقع واي باك مشين.
- المندوبية السامية للتخطيط